# Putyatyino
Putyatyino (orosz nyelven: Путятино) falu Oroszország európai részén, a Rjazanyi terület Putyatyinói járásának székhelye. 
Lakossága: 3047 fő (a 2010. évi népszámláláskor).

## Fekvése
Rjazany területi székhelytől 120 km-re délkeletre helyezkedik el. A városon át vezet az  „Urál” főút. 

## Története
A mai járás területét az orosz kozákok megjelenése előtt és később is mordvinok lakták. Putyatyino a 16. században erődített település volt. Az 1594–1597-es évek iratai említik, hogy a Godunov bojár család birtoka, az 1628–1629-es feljegyzések szerint már Sz. R. Pozsarszkij hercegé volt, később megint más urakhoz tartozott. 1935-ben járási székhely lett. 

## Gazdasága
A járás gazdaságának vezető ágazata a növénytermesztés, különösen a gabonatermesztés. Putyatyinóban van a Gazprom gázszállítási üzletágának (Mosztranszgaz) egyik területi központja, elosztó- és kompresszorállomása.